# Eireks saga víðförla
Eireks saga víðförla es una saga legendaria de un personaje noruego que viaja a Miklagard y de ahí hacia la India y más allá en la búsqueda de Údáinsakr (la inmortal Acre), y su regreso. Esta saga combina la noción Údáinsakr de la Mitología nórdica con el concepto de paraíso en el Cristianismo.